# Салмозёрка
Салмозёрка — река в России, протекает по Медвежьегорскому району Карелии. Вытекает из юго-западной части Хижозера, имеющей название Салмозеро. Впадает в Волозеро, расположенное на Беломорско-Балтийском канале. Длина реки — 2,8 км, площадь водосборного бассейна — 332 км²

## Данные водного реестра
По данным государственного водного реестра России относится к Балтийскому бассейновому округу, водохозяйственный участок реки — Бассейн Онежского озера без рр. Шуя, Суна, Водла и Вытегра, речной подбассейн реки — Свирь (включая реки бассейна Онежского озера). Относится к речному бассейну реки Нева (включая бассейны рек Онежского и Ладожского озера).
Код объекта в государственном водном реестре — 01040100612102000015723.